# 창원 안골왜성
창원 안골왜성(昌原 安骨倭城)은 대한민국 경상남도 창원시 진해구 안골동에 있는 임진왜란 때 일본군이 쌓은 일본식 성곽(왜성)이다. 조선총독부에 의하여 1938년 5월 3일 사적 제53호 『안골리성』으로 지정되었지만 그 후 일제강점기에 일제가 지정한 문화재 재평가에 의해 1997년 1월 1일에 국가지정문화재에서 해제되었고, 1998년 11월 13일 경상남도 문화재자료 제275호로 지정되었다.
임진왜란시 와키자카 야스하루, 가토 요시아키, 구키 요시타카가 축성을 지휘하였으며, 축성 후에는 축성을 지휘한 세 장수가 1년씩 교대로 수비를 담당한 일본 수군의 본거지였다.

## 개요
경상남도 창원시 진해구 안골동에 있는 이 성은 동망산 정상 위에 만들어졌다.
성의 둘레는 594m, 성벽의 높이는 4∼7m 정도이며 성내의 전체면적은 약 5000평 정도의아즈치모모야마 시대의 일본식 성곽이다. 산의 지형을 3등분으로 나누어 부분적으로 정상을 평평하게 깎은 뒤 혼마루를 이루고, 비탈을 깎아내면서 니노마루, 산노마루로 나누어서 따로 돌로 쌓고, 외곽(노보리이시가키)으로 각 부분을 연결하였는데, 외곽의 일부는 흙으로 쌓았다. 이 성곽의 축조에는 5만 명가량이 동원되었을 것으로 추정하고 있다. 성의 남쪽과 서쪽은 만을 끼고 있는데, 이는 바닷길을 운용하기 쉽도록 해변까지 이용한 것으로 추정된다. 성의 출입은 육지 쪽을 막고 바닷길을 이용하기 위하여 바닷가에 이르도록 해자를 파서 교통로로 이용하였는데, 해안으로 드나들기 위한 통로가 만들어진 것도 왜성이 가지는 특징이다.

## 현지 안내문
발굴조사구역은 시굴조사 결과 확인된 토축벽은 위치상으로 볼 때, 안골왜성의 동쪽으로 이어지는 삼지환의 골짜기 아래쪽으로 이어지는 곡륜부 내의 등석원 일부로 추정된다.
116 경남연구 제9집 2013 (이러한 곡륜은 조사구역 내에서 확인된 것이 3개소이다. 조사대상지 가장 상부에 위치하고 있는 제1곡륜을 기준으로 4m가량 떨어져서 제2곡륜이 위치하고 있으며 굴호와 함께 제3곡륜이 확인되고 있다. 제2곡륜의 경우 부분적으로 유실된 것으로 확인되었다.

## 역사
1593년 1월 27일의 벽제관 전투 이후 일본군은 충돌을 피하며 강화 분위기로 돌아섰으며, 동년 2월경에는 서울에 결집한 제 장수들 사이에 경상남도 연안지대의 성곽 축성이 계획되었다. 이후 일본 수군이 조선 수군으로부터 패전을 거듭하여 막대한 군사적 타격을 입고 일본으로부터의 보급이 원활하지 못하자 우리수군을 해상에서 억제하고 장기간 주둔을 위한 최후의 기지로 활용하기 위하여 1593년 남해안 연안일대의 요충지에 18개소의 왜성을 축성하였다. 안골왜성도 이때 축성되었으며, 축성을 담당한 장수는 와키자카 야스하루, 가토 요시아키, 구키 요시타카이고 축성 후에는 축성을 지휘한 세 장수가 1년을 주기로 수비를 담당하였다. 임진왜란이 끝난 뒤에는 제포진의 첨절제사 진영을 안골왜성에 두었다가 1625년 인조 3년에 옮겨가고, 다시 가덕진 소속의 수군만호 진영을 두었다. 안골왜성은 조선 수군이 이곳에서 철수한 뒤에는 폐성이 되어 현재는 일부만 남아있다.

## 참고 자료
- 창원 안골왜성 - 국가유산청 국가유산포털